# Bactrocera neopagdeni
Bactrocera neopagdeni är en tvåvingeart som beskrevs av Drew 1989. Bactrocera neopagdeni ingår i släktet Bactrocera och familjen borrflugor. Inga underarter finns listade.